# Semmy Schilt
Sem "Semmy" Schilt (n. 27 octombrie 1973, Rotterdam, Țările de Jos) este un kickboxer, practicant de arte marțiale mixte, actor ocazional și fost karateka Ashihara neerlandez, campion Glory Heavyweight Grand Slam și cvadruplu campion K-1 World Grand Prix. El este unicul luptător din istoria K-1 care a câștigat campionatul de 3 ori consecutiv, și împarte recordul cu Ernesto Hoost la cele mai multe Grand Prixs-uri câștigate, cu 4 la activ.

## Actorie
| An   | Titlu           | Rol      |
| ---- | --------------- | -------- |
| 2008 | Transporter 3   | Gigantul |
| 2011 | Amsterdam Heavy |          |
| 2011 | Nova Zembla     | Claes    |
| 2012 | Black Out       | Abel     |

## Rezultate în arte marțiale mixte
| Rezultate profesioniste |             |               |
| 41 meciuri              | 26 victorii | 14 înfrângeri |
| Prin knockout           | 14          | 2             |
| Prin predare            | 10          | 6             |
| La puncte               | 2           | 6             |
| Remize                  | 1           | 1             |

| Rezultat   | La general | Adversar                 | Metodă                                  | Eveniment                                     | Data               | Runda | Timp  | Locația                                    | Note                                         |
| ---------- | ---------- | ------------------------ | --------------------------------------- | --------------------------------------------- | ------------------ | ----- | ----- | ------------------------------------------ | -------------------------------------------- |
| Victorie   | 26–14–1    | Mighty Mo                | Submission (triangle choke)             | Fields Dynamite!! 2008                        | 31 decembrie 2008  | 1     | 5:17  | Saitama, Saitama, Japonia                  |                                              |
| Victorie   | 25–14–1    | Nandor Guelmino          | TKO (punches)                           | LOTR: Schilt vs. Guelmino                     | 12 ianuarie 2008   | 1     | 4:20  | Belgrad, Serbia                            |                                              |
| Victorie   | 24–14–1    | Min-Soo Kim              | Submission (triangle choke)             | Hero's 6                                      | 05 august 2006     | 1     | 4:47  | Tokyo, Japonia                             |                                              |
| Înfrângere | 23–14–1    | Sergei Kharitonov        | TKO (punches)                           | PRIDE Critical Countdown 2004                 | 20 iunie 2004      | 1     | 9:19  | Kobe, Japonia                              |                                              |
| Victorie   | 23–13–1    | Gan McGee                | Submission (armbar)                     | PRIDE Total Elimination 2004                  | 25 aprilie 2004    | 1     | 5:02  | Saitama, Saitama, Japonia                  | Qualifies for PRIDE Critical Countdown 2004. |
| Înfrângere | 22–13–1    | Josh Barnett             | Submission (armbar)                     | Inoki Bom-Ba-Ye 2003                          | 31 decembrie 2003  | 3     | 4:48  | Kobe, Japonia                              |                                              |
| Înfrângere | 22–12–1    | Antônio Rodrigo Nogueira | Submission (triangle choke)             | PRIDE 23                                      | 24 noiembrie 2002  | 1     | 6:36  | Tokyo, Japonia                             |                                              |
| Înfrângere | 22–11–1    | Fedor Emelianenko        | Decision (unanimous)                    | PRIDE 21                                      | 23 iunie 2002      | 3     | 5:00  | Saitama, Saitama, Japonia                  |                                              |
| Victorie   | 22–10–1    | Yoshihiro Takayama       | KO (punches)                            | PRIDE 18                                      | 23 decembrie 2001  | 1     | 3:09  | Fukuoka Prefecture, Japonia                |                                              |
| Victorie   | 21–10–1    | Masaaki Satake           | TKO (strikes)                           | PRIDE 17                                      | 03 noiembrie 2001  | 1     | 2:18  | Tokyo, Japonia                             |                                              |
| Victorie   | 20–10–1    | Akira Shoji              | KO (soccer kick)                        | PRIDE 16                                      | 24 septembrie 2001 | 1     | 8:19  | Osaka, Japonia                             |                                              |
| Înfrângere | 19–10–1    | Josh Barnett             | Submission (armbar)                     | UFC 32                                        | 29 iunie 2001      | 1     | 4:21  | East Rutherford, New Jersey, Statele Unite |                                              |
| Victorie   | 19–9–1     | Pete Williams            | TKO (strikes)                           | UFC 31                                        | 04 mai 2001        | 2     | 1:26  | Atlantic City, New Jersey, Statele Unite   |                                              |
| Remiză     | 18–9–1     | Aleksei Medvedev         | Decision Draw                           | 2H2H II Simply The Best                       | 18 martie 2001     | 2     | 10:00 | Rotterdam, Olanda                          |                                              |
| Victorie   | 18–9       | Bob Schrijber            | Technical Submission (guillotine choke) | It's Showtime – Exclusive                     | 22 octombrie 2000  | 2     | 1:00  | Haarlem, Olanda                            |                                              |
| Victorie   | 17–9       | Osami Shibuya            | TKO (punches)                           | Pancrase – 2000 Anniversary Show              | 24 septembrie 2000 | 1     | 8:55  | Yokohama, Japonia                          | Retains Pancrase Openweight Title.           |
| Victorie   | 16–9       | Yoshihisa Yamamoto       | KO (knee and punch)                     | Rings Holland: Di Capo Di Tutti Capi          | 04 iunie 2000      | 1     | 2:54  | Utrecht, Olanda                            |                                              |
| Victorie   | 15–9       | Kazuo Takahashi          | TKO (strikes)                           | Pancrase – Trans 3                            | 30 aprilie 2000    | 1     | 7:30  | Yokohama, Japonia                          | Retains Pancrase Openweight Title.           |
| Victorie   | 14–9       | Yuki Kondo               | Submission (rear-naked choke)           | Pancrase – Breakthrough 10                    | 28 noiembrie 1999  | 1     | 2:28  | Osaka, Japonia                             | Wins Pancrase Openweight Title.              |
| Victorie   | 13–9       | Ikuhisa Minowa           | Decision (unanimous)                    | Pancrase – 1999 Anniversary Show              | 18 septembrie 1999 | 1     | 15:00 | Tokyo, Japonia                             |                                              |
| Victorie   | 12–9       | Katsuomi Inagaki         | Submission                              | Pancrase – Breakthrough 8                     | 04 septembrie 1999 | 1     | 8:23  | Sendai, Japonia                            |                                              |
| Victorie   | 11–9       | Osami Shibuya            | Submission                              | Pancrase – Breakthrough 7                     | 06 iulie 1999      | 1     | 12:06 | Tokyo, Japonia                             |                                              |
| Înfrângere | 10–9       | Gilbert Yvel             | KO (punches)                            | Rings Holland: The Kings of the Magic Ring    | 20 iunie 1999      | 2     | 4:45  | Utrecht, Olanda                            |                                              |
| Înfrângere | 10–8       | Yuki Kondo               | Decision (lost points)                  | Pancrase: Breakthrough 4                      | 18 aprilie 1999    | 1     | 20:00 | Yokohama, Japonia                          |                                              |
| Victorie   | 10–7       | Takafumi Ito             | Submission (choke)                      | Pancrase: Breakthrough 3                      | 09 martie 1999     | 1     | 1:45  | Tokyo, Japonia                             |                                              |
| Victorie   | 9–7        | Masakatsu Funaki         | KO (body punch)                         | Pancrase – 1998 Anniversary Show              | 14 septembrie 1998 | 1     | 7:13  | Tokyo, Japonia                             |                                              |
| Victorie   | 8–7        | Guy Mezger               | TKO (strikes)                           | Pancrase – Advance 8                          | 21 iunie 1998      | 1     | 13:15 | Tokyo, Japonia                             |                                              |
| Victorie   | 7–7        | Kazuo Takahashi          | TKO (strikes)                           | Pancrase – Advance 6                          | 12 mai 1998        | 1     | 5:44  | Yokohama, Japonia                          |                                              |
| Victorie   | 6–7        | Jason Godsey             | TKO (cut)                               | Pancrase – Advance 5                          | 26 aprilie 1998    | 1     | 1:47  | Yokohama, Japonia                          |                                              |
| Înfrângere | 5–7        | Masakatsu Funaki         | Decision (lost points)                  | Pancrase – Advance 4                          | 18 martie 1998     | 1     | 15:00 | Tokyo, Japonia                             |                                              |
| Înfrângere | 5–6        | Satoshi Hasegawa         | Submission                              | Pancrase – Advance 3                          | 06 februarie 1998  | 1     | 3:56  | Kobe, Japonia                              |                                              |
| Victorie   | 5–5        | Minoru Suzuki            | KO (knee)                               | Pancrase – Advance 1                          | 16 ianuarie 1998   | 1     | 9:52  | Tokyo, Japonia                             |                                              |
| Înfrângere | 4–5        | Yuki Kondo               | Decision (unanimous)                    | Pancrase: Alive 7                             | 30 iunie 1997      | 1     | 20:00 | Fukuoka Prefecture, Japonia                |                                              |
| Victorie   | 4–4        | Takaku Fuke              | Submission                              | Pancrase: Alive 5                             | 24 mai 1997        | 1     | 8:59  | Kobe, Japonia                              |                                              |
| Victorie   | 3–4        | Kazuo Takahashi          | TKO                                     | Pancrase: Alive 3                             | 22 martie 1997     | 1     | 7:00  | Nagoya, Japonia                            |                                              |
| Înfrângere | 2–4        | Masakatsu Funaki         | Submission (toe hold)                   | Pancrase: Alive 2                             | 22 februarie 1997  | 1     | 5:47  | Chiba, Japonia                             |                                              |
| Înfrângere | 2–3        | Guy Mezger               | Decision (lost points)                  | Pancrase: Alive 1                             | 17 ianuarie 1997   | 1     | 20:00 | Tokyo, Japonia                             |                                              |
| Victorie   | 2–2        | Osami Shibuya            | Decision (majority)                     | Pancrase – Truth 10                           | 15 decembrie 1996  | 1     | 10:00 | Tokyo, Japonia                             |                                              |
| Înfrângere | 1–2        | Ryushi Yanagisawa        | Submission                              | Pancrase – Truth 7                            | 28 octombrie 1996  | 1     | 0:51  | Nagoya, Japonia                            |                                              |
| Înfrângere | 1–1        | Yuki Kondo               | Decision (split)                        | Pancrase – 1996 Neo-Blood Tournament, Round 1 | 22 iulie 1996      | 1     | 10:00 | Tokyo, Japonia                             |                                              |
| Victorie   | 1–0        | Manabu Yamada            | Submission (rear-naked choke)           | Pancrase – Truth 5                            | 16 mai 1996        | 1     | 5:44  | Tokyo, Japonia                             |                                              |